# Иммиграция в Германию
Иммиграция в Германию — процесс иммиграции в Федеративную Республику Германию. На сегодняшний день Германия является одним из лидеров по иммиграции в мире и располагается на втором месте после США по количеству новых мигрантов, прибывающих в страну на длительные сроки. По данным 2013 года, из 8,1 миллионов семей с детьми около 2,5 миллионов семей (31 %) имели мигрантские корни, то есть хотя бы один из родителей был либо иностранцем, либо принявшим немецкое гражданство мигрантом, либо является немецким переселенцем из стран СССР или восточной Европы. При этом общее число семей с детьми уменьшилось в сравнении с 2005 годом, тогда их насчитывалось 8,9 миллионов.
По официальным данным, в 2013 году в Германии проживало 29,6 миллионов мигрантов и их потомков (в том числе 12,1 миллионов мигрантов, обладающих немецким гражданством), что составляет 25,6 % населения ФРГ. Из них около 7,2 миллионов человек являются потомками мигрантов и были рождены уже в Германии. В 2015 году доля населения с миграционными корнями составила 57 % (из них дети до 5 лет — 36 %). По состоянию на 2016 год в общей сложности иммигранты и их прямые потомки (включая этнических немцев) составляли 18,6 миллиона человек, или 22,5 % населения Германии. По состоянию на 2019 год, по оценкам ООН, в Германии проживало 13,1 миллиона иммигрантов и их потомков, или 15,7 % населения страны.

## Статистика иммиграции
Соглашение Германии с Турцией о найме трудовых мигрантов было заключено в 1961 году.

### Общее количество лиц с миграционными корнями
По официальным данным Федерального бюро статистики Германии, в 2013 году в Германии проживало 16,5 млн иммигрантов и их потомков (в том числе 9,7 млн человек, обладающих немецким гражданством), что составило 20,5 % населения ФРГ. Из них около 6 млн являлись потомками иммигрантов и сами были рождены уже в Германии. К 31 декабря 2014 года в Германии официально насчитывалось 8.152.968 жителей, имеющих лишь иностранное гражданство.
По данным 2013 года, около 69,4 % всех лиц с иммиграционными корнями происходили из европейских стран, в том числе 36,6 % — из стран Европейского союза. Из стран Азии происходили 17,8 % иммигрантов, из стран Африки — 3,2 %. Крупнейшими странами происхождения иммигрантов в Германии на 2013 год были Турция (12,8 %), Польша (11,4 %), Россия (9,0 %), Казахстан (6,9 %), Румыния (4,4 %), Италия (4,0 %) и Греция (2,1 %).
Согласно официальной статистике, после 2015 года наблюдается изменение картины распределения иммигрантов в Германии. Хотя основным поставщиком иммигрантов в Германию остаётся Европа, в последние годы растёт доля выходцев из стран Ближнего и Среднего Востока и Африки.
На 2017 год около 18,6 млн человек (22,5 % населения Германии) имеет иммиграционное происхождение. Из них: 2,3 миллионов человек имеют корни в странах Ближнего и Среднего Востока и около 740 тысяч человек имеют африканское происхождение. Турция по-прежнему остаётся главной страной происхождения иммигрантов, хотя её доля с годами постепенно уменьшается.
Из 8,1 млн семей с детьми (данные 2013 года) около 2,5 млн (31 %) имели иммиграционные корни, то есть хотя бы один из родителей был либо иностранцем, либо принявшим немецкое гражданство иммигрантом, либо является немецким переселенцем из стран СССР или Восточной Европы.
По данным 2013 года, около 96,6 % лиц с иммиграционными корнями проживали в старых землях или Берлине и лишь 3,4 % — в новых землях. При этом наибольшая доля жителей с иммиграционным прошлым наблюдается в Гамбурге (28,9 % населения), наименьший — в Тюрингии (4,1 % населения).
Крупнейшим этническим меньшинством в Германии являются турки, количество которых составляет около 2,99 млн. При этом около 1,7 млн из них являются гражданами Турции и около 1,3 миллиона — гражданами Германии. Тем не менее, с 2006 года наблюдается постоянный, хотя и медленный отток населения турецкого происхождения. Так, например, в 2012 году в Германию прибыло 28.641 человек из Турции, в то же время покинуло 32.788 турок.

### Немецкие граждане с миграционным прошлым
В Германии лиц с миграционными корнями принято разделять на немецких граждан с миграционным прошлым (нем. Deutsche mit Migrationshintergrund) и иностранцев (нем. Ausländer), не обладающих немецким паспортом.
Согласно официальным данным Федерального бюро статистики Германии, в 2017 году более половины лиц с миграционными корнями в Германии имели немецкий паспорт. Из них 33 % являются «поздними переселенцами» — репатриировавшимися этническими немцами из Восточной Европы и бывших стран СССР (то есть получили немецкое гражданство в ходе процедуры приёма по программе репатриации), 25 % получили немецкий паспорт на общих основаниях в результате натурализации и ещё 42 % являются немецкими гражданами с момента рождения (рождённые в Германии дети натурализированных иностранцев, «поздних переселенцев» и иностранцев, длительно проживающих в Германии и имеющих неограниченное право на ПМЖ).
В то же время около 4,3 миллионов немецких граждан (по данным 2011 года) также обладали и паспортом другого государства, в том числе около 690 тысяч — Польши, 570 тысяч — России и 530 тысяч — Турции.
В 2013 году 112 350 иностранцев приняло немецкое гражданство, из них 28 тысяч граждан Турции, 5,5 тысяч — граждан Польши и 4,5 тысяч — граждан Украины. Граждане России с 2,8 тысячами заняли 8-е место в списке натурализации в 2013 году. По данным статистики 2011 года, большинство мигрантов-иностранцев (то есть лиц с миграционными корнями, не обладающих немецким гражданством) происходило из Турции (24,4 %), Италии (7,9 %), Польши (6,2 %), Греции (4,1 %) и Хорватии (3,4 %).

### Германия как миграционная страна
Согласно исследованию ОЭСР, сегодня Германия располагается на втором месте в мире после США по количеству новых иммигрантов, прибывших в ФРГ на длительные сроки, превышающие один год, в число которых не входят иностранные студенты и сезонные рабочие. В 2012 году в Германию прибыло около 400 тысяч человек. Германия является также наиболее предпочитаемой страной в внутриевропейской миграции. Около двух третей новых мигрантов, прибывших в ФРГ, составляют граждане стран Европы, причём большая часть из них происходит из Восточной и Центральной Европы и, в первую очередь, из Польши. В целом число прибывших в 2012 году в Германию мигрантов, находящихся в стране сроком более одного года (за исключением иностранных студентов), распределилось следующим образом: Польша (85 тысяч), Румыния (56 тысяч), Венгрия (31 тысяча), Греция (21 тысяча), Италия (19 тысяч), Испания (13 тысяч).
По данным Федерального бюро по миграции и беженцам, всего в 2013 году в Германию прибыло 1.226.000 человек, из них — 1.108.000 иностранцев и 118.000 немцев (сюда причисляются немецкие граждане, вернувшиеся в ФРГ, а также немецкие переселенцы, автоматически получающие немецкое гражданство по прибытии в Германию). В данной статистике указаны все иммигранты, независимо от длительности и цели пребывания в ФРГ. Всего же за период с 1991 по 2013 годы в Германию прибыло 21 миллион человек и убыло около 16 миллионов. Таким образом, прирост населения Германии за счёт миграции за этот период составил 5,4 миллионов человек.
Общий уровень образования и квалификации мигрантов из стран Европы значительно возрос, что выражается в увеличении доли работающих. По данным ОЭСР, около 69 % европейских мигрантов по состоянию на 2012 год имели работу, из них 34 % были заняты высококвалифицированным трудом. Уровень занятости среди коренного населения Германии составляет 74 %, в том числе высококвалифицированным трудом заняты 22 %. Среди мигрантов, прибывших из «третьих стран», лишь около 5 % составляют рабочие мигранты. При этом отмечается общее уменьшение потока мигрантов из «третьих стран» как в Германии, так и по всей Европе.

## Группы мигрантов в ФРГ
Среди основных групп мигрантов в Германии можно выделить следующие:
- гастарбайтеры, прибывшие в ФРГ в период 1955—1973 годов в соответствии с договорами между ФРГ и другими странами и не вернувшиеся на родину;
- иностранцы, прибывшие на «воссоединение семей» к уже жившим иностранцам или немецким гражданам;
- немецкие переселенцы и поздние переселенцы и члены их семей;
- политические беженцы (в том числе контингентные беженцы);
- граждане Европейского союза после принятия закона о свободном передвижении[11].

### Привлечение иностранных рабочих в ФРГ
По причине стремительного развития немецкой экономики уже с 1955 года в ФРГ наблюдалась острая нехватка рабочих рук и правительство ФРГ в 1955 году приняло решение о привлечении иностранных рабочих. В течение нескольких лет были заключены договоры с Италией (1955), Испанией (1960), Грецией (1960), Турцией (1961), Марокко (1963), Южной Кореей (1963), Португалией (1964), Тунисом (1965) и Югославией (1968). В результате привлечения с 1955 года гастарбайтеров число иностранцев в ФРГ возросло с 280 тысяч в 1960-м году до 2,6 миллионов в 1973 году.
Первоначально предполагалось, что сезонные рабочие будут покидать Германию по истечении двухлетних контрактов (принцип ротации), однако острая нехватка рабочих рук привела к необходимости изменить законодательство. Принцип ротации был связан со многими неудобствами, ведь уже обученные кадры через два года уходили и сменялись новыми, не имеющими необходимой для работы квалификации. По этой причине уже в 1964 году он был отменён и иностранным рабочим было позволено подолгу оставаться в ФРГ. Кроме того, им было разрешено перевезти в Германию свои семьи. После нефтяного кризиса 1973 года, отразившегося и на экономике ФРГ, привлечение иностранных рабочих и воссоединение к уже находящимся в ФРГ иностранцам было полностью остановлено, однако люди были поставлены перед выбором — вернуться на родину или остаться в Германии. Значительная часть из них приняло решение остаться.

### Этнические немцы из Восточной Европы и бывшего СССР
В 1953 году в ФРГ был принят закон, позволяющий репатриацию в Германию лицам немецкой национальности, проживающим на территории Восточной Европы и Советского Союза и наделяющий эту категорию мигрантов особыми правами. Так, они не считались иностранцами и получали статус «немца без немецкого гражданства», что приравнивало их в правах к немецким гражданам. Такие «статусные немцы» имели право на безоговорочное получение немецкого гражданства по заявлению. Если в первые годы репатриации в ФРГ переселялись в основном полностью немецкие семьи, то в последующие годы большую часть переселенцев стали составлять ненемецкие члены семьи (супруги-ненемцы и дети, не владеющие немецким языком). С 1993 года был введён обязательный экзамен на знание немецкого языка, что преградило доступ к репатриации немцам, утратившим немецкий язык в качестве родного в результате ассимиляции. В 2005 году был введён тест на минимальные знания немецкого языка для всех членов семьи, желающих репатриироваться в ФРГ.
С 1950 года в Германию прибыло в общей сложности около 4,5 миллионов немецких переселенцев и членов их семей. До конца 1980-х годов при этом доминировали переселенцы из Польши и Румынии, а с 1990 года основным контингентом стали переселенцы из СССР, а после его распада — из стран постсоветского пространства. В 1990 году наблюдался пик переселения — в ФРГ прибыло 397.073 человек. В последующие годы стал наблюдаться медленный, но постоянный спад числа переселенцев. В 2000 году их число впервые не достигло и 100 тысяч человек. В 2011 году в Германию переселилось лишь 2148 человек, что составило наименьший показатель за всю историю приёма переселенцев с момента её открытия.

### Воссоединение семей
В настоящее время воссоединение семей регулируется иммиграционным законодательством ФРГ. Право на воссоединение (нем. Familiennachzug) имеют супруги и несовершеннолетние дети граждан Германии, а также иностранцев, имеющих право на постоянное пребывание в Германии.

## Правовые основы пребывания иностранцев в Германии
Лица, не являющиеся гражданами стран Европейского союза (ЕС) или Европейского экономического пространства (ЕЭП), для пребывания в Германии обязаны иметь документ, разрешающий пребывание в стране. При этом могут быть выданы следующие виды документов:
1. Visum — виза, разрешающая въезд и краткосрочное временное пребывание;
2. Aufenthaltserlaubnis — ограниченное во времени разрешение на временное проживание;
3. Blaue Karte EU — «Голубая карта ЕС» для высококвалифицированных специалистов;
4. Niederlassungserlaubnis — бессрочный вид на жительство в Германии;
5. Erlaubnis zum Daueraufenthalt-EU — разрешение на долгосрочное пребывание в ЕС[22].

Гражданам Швейцарии, а также членам семьи граждан ЕЭС и ЕЭП, выдаётся специальная карта пребывания (Aufenthaltskarte), подтверждающая их право на свободное передвижение.

### Разрешение на временное пребывание
Разрешение на временное пребывание выдаётся на ограниченный срок следующим категориям лиц:
- лица, которые хотят получить в Германии образование;
- лица, которые хотят работать в Германии;
- беженцы по международно-правовым, гуманитарным или политическим причинам;
- лица, переезжающие в Германию по семейным обстоятельствам;
- лица, имеющие право длительного пребывания в другой стране ЕС;
- иностранцы и бывшие граждане Германии, желающие вернуться в страну[22].

Разрешение на временное пребывание по истечении указанного срока может продляться. При этом от мигранта могут потребовать для его продления посещение интеграционных курсов.
Граждане государств, не являющихся членами ЕС, ЕЭП или гражданами Швейцарии имеют право работать в Германии только тогда, когда это специально указано в их разрешении на пребывание. Граждане ЕС, ЕЭП и Швейцарии имеют право на свободный выбор места работы.

### Вид на жительство
Право на получение бессрочного ВНЖ имеют иностранцы, более пяти лет прожившие в Германии с разрешением на пребывание и выполнившие ряд условий. В частности, претенденты на ВНЖ должны не иметь судимости, самостоятельно обеспечивать себя и членов своей семьи, а также в должной мере владеть немецким языком. Вид на жительство автоматически даёт право на работу в Германии. Некоторым категориям иностранцев в исключительных случаях, например, высококвалифицированным специалистам, ВНЖ может быть выдан сразу без учёта срока проживания в стране.

### Разрешение на долгосрочное пребывание ЕС
«Разрешение на долгосрочное пребывание ЕС» выдаётся бессрочно и разрешает трудовую деятельность. Условия получения этого документа схожи с условием получения ВНЖ. Отличие состоит в том, что «разрешение на долгосрочное пребывание ЕС» даёт владельцу право на неограниченное во времени пребывание в любой стране Европейского союза.

### Голубая карта ЕС
«Голубая карта ЕС» — ограниченное сроком в 4 года разрешение на временное проживание, выдаваемое гражданам стран, не входящих в ЕС и ЕЭП и не являющихся гражданами Швейцарии, и имеющим высокую квалификацию. Обязательным условием для выдачи «голубой карты» является наличие трудового контракта с годовым окладом не менее 48.400 евро (для особо востребованных в Германии профессий — не менее 37.752 евро (данные на 1 января 2015 года). Супруги владельцев «голубой карты» сразу получают разрешение на трудовую деятельность. Обладатель «голубой карты» может получить бессрочный ВНЖ уже по прошествии 21 месяца при подтверждении владения немецким языком на уровне B1.